# Luua

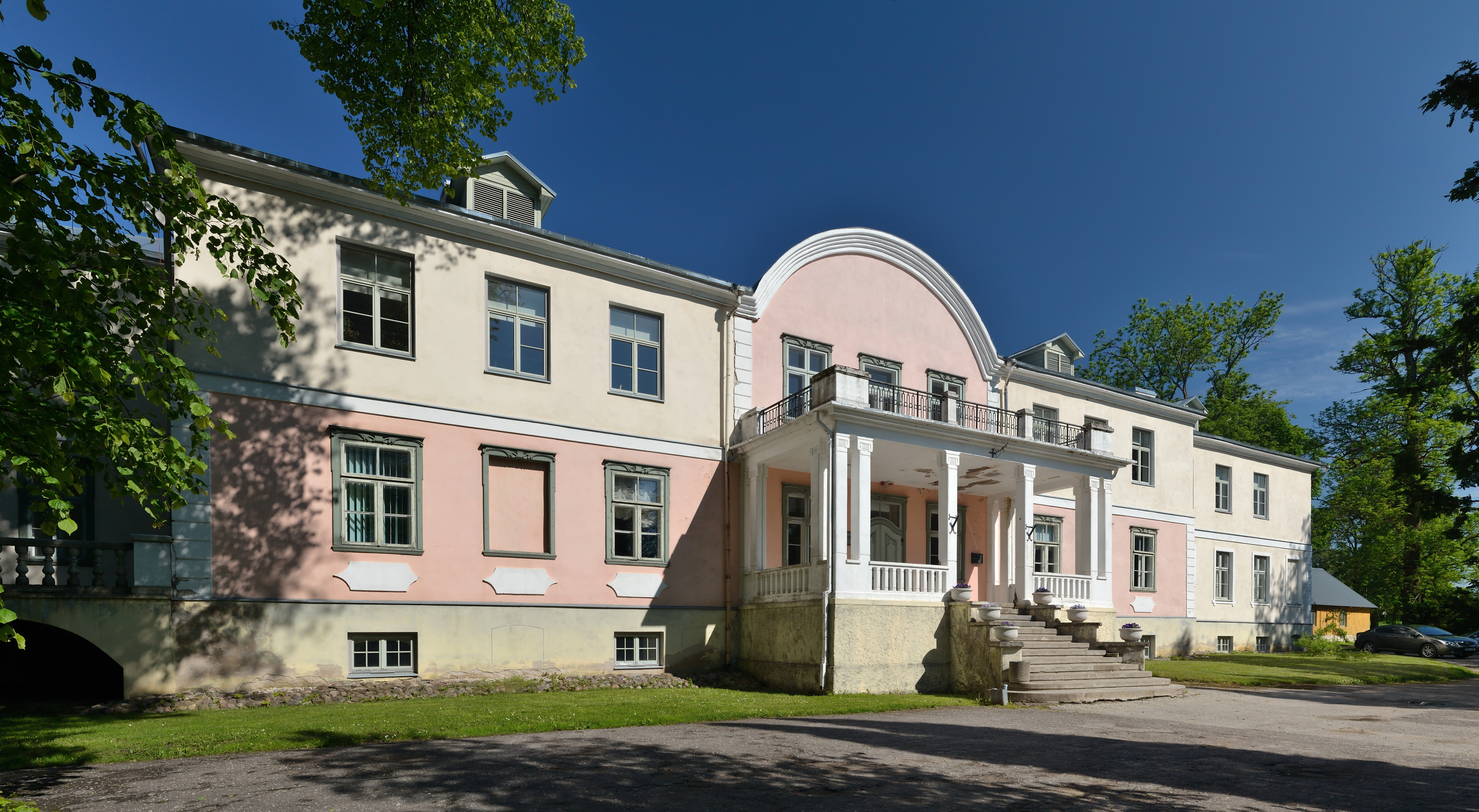

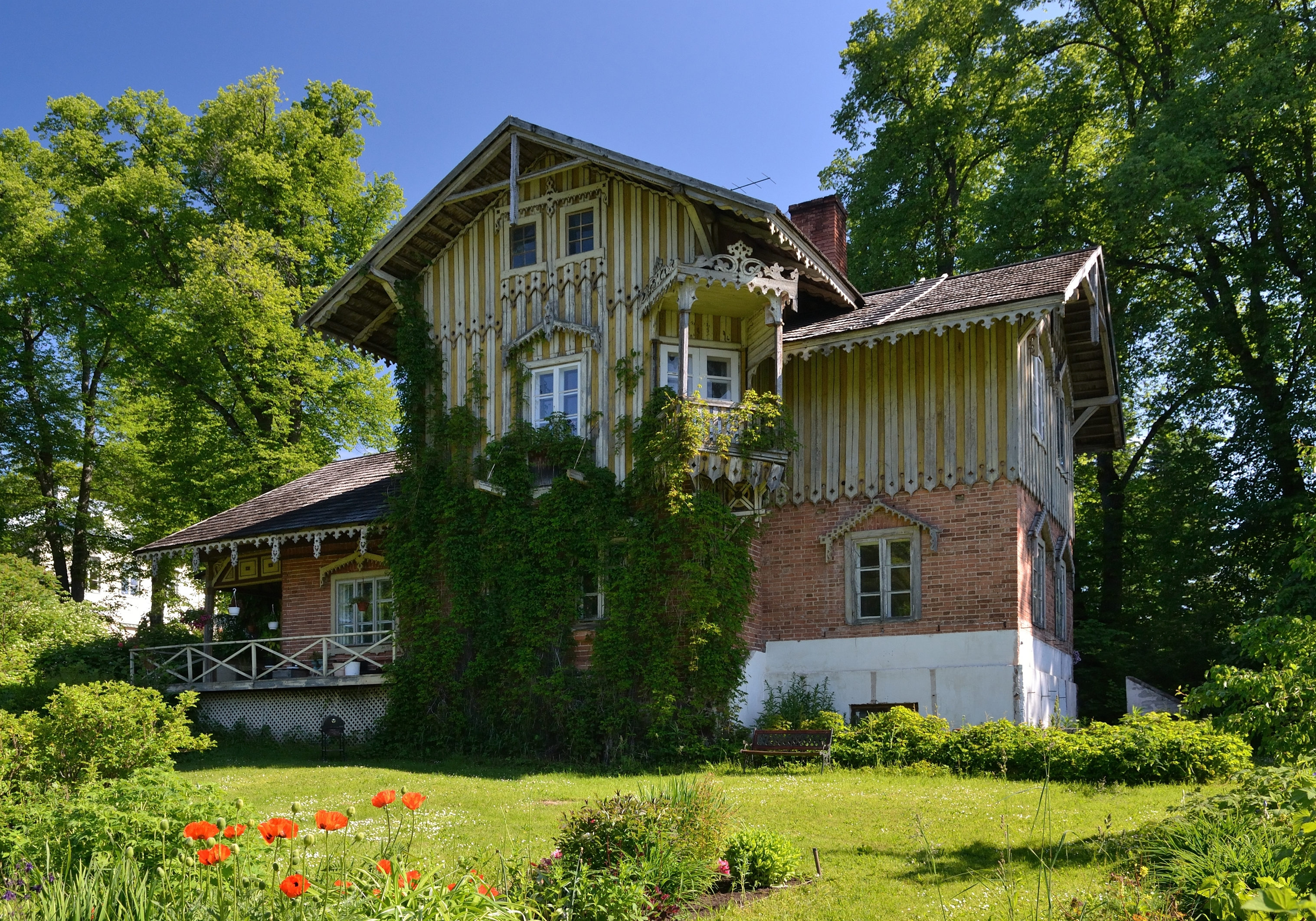

Luua (jusqu'en 1920 en allemand : Ludenhof) est un village estonien situé dans la commune de Palamuse qui appartient à la région de Jõgeva. La population du village était de 322 habitants au 1er janvier 2007.

## Historique
Le village a été formé à l'époque des chevaliers Porte-Glaive autour d'un domaine seigneurial du nom de Pakuvere qui prend le nom de Ludenhof, lorsqu'il devient la propriété de la famille germano-balte von Luden au XVIe siècle. Il dépendait de la paroisse de St. Bartholomäi. Le manoir actuel date du XVIIIe siècle et a été agrandi au XIXe siècle et rehaussé vers 1950. C'est aujourd'hui une école professionnelle. 

## Architecture
- Manoir de Ludenhof